# Eric Darnell

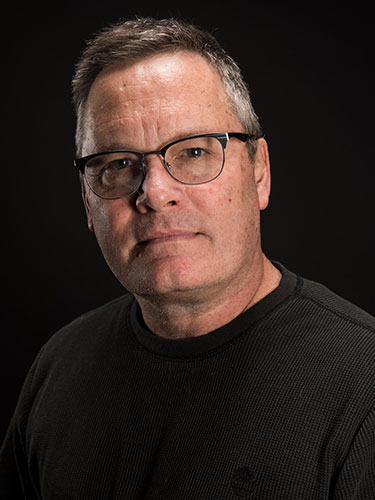
Eric Darnell

Eric Darnell (* 1960) ist ein US-amerikanischer Regisseur, Drehbuchautor, Animator, Songwriter und Synchronsprecher.

## Leben
Darnell besuchte die Shawnee Mission East High School in Prairie Village und schloss 1983 mit dem Bachelor of Arts in Journalismus an der University of Colorado in Boulder ab. Danach arbeitete er vier Jahre lang mit Zuschüssen von Stiftungen an Experimentalfilmen. Bei der Fernsehübertragung eines Baseballspiels kam ihm bei der Beobachtung der Kameraarbeit die Idee, sich an Computeranimation zu versuchen. 1989 führte er Regie für Michael Stipes Rockband R.E.M. beim animierten Musikvideo Get Up und schloss 1991 dem Character Animation Department von Pacific Data Images (PDI) an und arbeitete an einigen Werbe- und Spielfilmen. Als 1996 die Vereinigung von PDI mit DreamWorks erfolgte, half er ohne im Abspann erwähnt zu werden bei der Regie von Der Prinz von Ägypten aus dem Jahr 1997 mit und stieg so ins Animationsgeschäft von DreamWorks ein.
Darnells Kurzfilm Gas Planet wurde wegen der Verwendung kaum sichtbarer Computeranimation 1992 auf dem Animationsfestival von Ottawa mit dem Jurypreis für die Beste Computeranimation ausgezeichnet. Aus der Zusammenarbeit mit Regisseur Tim Johnson bei Antz ging 2000 der 3D-Kurzfilm CyberWorld hervor, der die Abenteuer von Z-4195 weiterverfolgt. Darüber hinaus hat er für den Streifen Shrek – Der tollkühne Held den Songtext zu dem Lied Welcome to Duloc geschrieben und war auch bei den Madagaskar-Filmen als Synchronsprecher aktiv.
Darnell lebt mit seiner Frau Laura und zwei Kindern in Campbell.

## Filmografie (Auswahl)
Regie
- 1990: R.E.M.: Pop Screen  (Musikvideo Get Up)
- 1992: Gas Planet
- 1998: Antz
- 2005: Madagascar
- 2008: Madagascar 2 (Madagascar: Escape 2 Africa)
- 2012: Madagascar 3: Flucht durch Europa (Madagascar 3: Europe's Most Wanted)
- 2014: Die Pinguine aus Madagascar (Penguins of Madagascar)

Drehbuch
- 2005: Madagascar
- 2008: Madagascar 2 (Madagascar: Escape 2 Africa)
- 2009: Merry Madagascar
- 2008–2010: Die Pinguine aus Madagascar (The Penguins of Madagascar, 19 Folgen)
- 2012: Madagascar 3: Flucht durch Europa (Madagascar 3: Europe's Most Wanted)

Animation
- 1991: The Last Halloween
- 1995: Die Simpsons (1 Folge)
- 2001: Shrek – Der tollkühne Held (Shrek)